# Digitoxine
La digitoxine, aussi appelée digitaline ou digitoxoside est un glycoside cardiotonique extrait de la digitale pourpre (Digitalis purpurea) et de la digitale laineuse (Digitalis lanata). Comme tous les glycosides cardiotoniques, elle est toxique. On l'utilise dans le traitement de diverses affections du cœur comme l'insuffisance cardiaque.

## Histoire
Elle est découverte en 1775 par William Withering, un médecin et botaniste britannique. L'utilisation thérapeutique moderne de cette molécule est rendue possible grâce aux travaux du pharmacien et chimiste français Claude-Adolphe Nativelle qui isole en 1868 la digitaline sous forme cristallisée par purification d'un extrait alcoolique de feuilles de digitale dans le chloroforme.

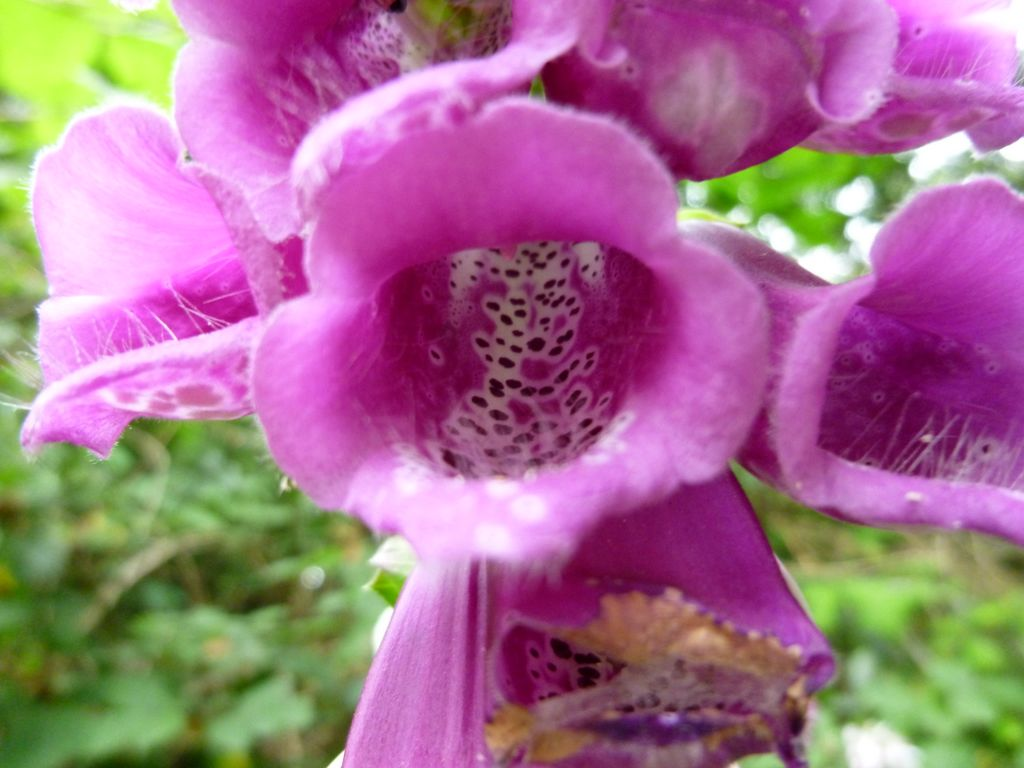
La digitale pourpre dont est extrait la digitaline

## Effets
On peut notamment citer :
- renforcement de la contraction cardiaque (action inotrope positive)[4];
- ralentissement et régularisation des mouvements du cœur (action chronotrope négative)[4];
- augmentation du débit rénal : action diurétique et diminution des œdèmes.

Elle a également une action :
- dromotrope négative (diminue la conduction cardiaque)[4];
- bathmotrope positive (augmente l'excitabilité)[4].

Ses propriétés sont proches de celles de la digoxine.
Au niveau cellulaire, elle inhibe les pompes sodium-potassium, ce qui peut causer une hyperkaliémie, et engendrer les conséquences cliniques qui s'y rattachent.

## Dans la culture populaire
La romancière Agatha Christie utilise la digitoxine comme poison dans plusieurs de ses histoires:
- L'Herbe de mort (1932) ;
- Rendez-vous avec la mort (1938) ;
- Un cadavre dans la bibliothèque (1942) ;
- La Maison biscornue (1949).

Dans la première d'entre elles la digitoxine est administrée via des feuilles de digitale pourpre dans l'alimentation, dans les autres c'est de la digitoxine pure qui est administrée soit par injection soit dans une boisson.
Dans l'épisode du feuilleton radio Les Maîtres du mystère du 29 mai 1962, intitulé « Triste twist », la victime est assassinée à la digitoxine.
Dans la série Columbo, l'épisode 5 de la saison 9, Couronne mortuaire, la digitaline est l'arme utilisée dans une couronne dentaire introduite par le meurtrier, un dentiste, pour éliminer l'amant de sa femme.
Dans le 21e film de la série James Bond, Casino Royale, le méchant du film — le Chiffre — empoisonne l'agent 007 à la digitaline pendant une partie de poker.
Dans Ève, le 11e épisode de la première saison de la série X-Files, deux fillettes issues du clonage s'en servent pour empoisonner les personnes qui entravent leurs projets.
Dans la série Plus belle la vie saison 7, Charles Henri Picmal avale un comprimé de digitaline après un parloir avec Mirta Torres pour simuler une crise cardiaque afin de s'évader de la prison des Baumettes et se venger de Léo, Rudy et Mirta.
Dans la série La stagiaire saison 7 épisode 5, la victime de l'épisode meurt empoisonnée à la digitaline.
Dans le film Agents secrets, le personnage d'Elisa (joué par Monica Bellucci) a pour mission de tuer une femme détenue dans une prison suisse en lui administrant de la digitaline.
La digitaline fut utilisée par Marie Becker, célèbre tueuse en série belge, pour empoisonner ses victimes.
Dans la série Docteur Quinn, femme médecin saison 1, le Docteur Michaela soigne ses patients qui ont des douleurs à la poitrine pour essayer de les soulager. 
Dans l'épisode 12 de la série Dr House, un patient tente de se suicider avec de la digitaline. 
Dans le jeu de société « Chronicles of crime », une enquête porte sur un empoisonnement à la digitaline
Dans « le testament Donadieu » (1937) de Georges Simenon, un des personnages principaux prend à partir du milieu du roman de la digitaline, de manière ostentatoire.
Dans la série Psych Saison 1 épisode 12 Bryan est assassiné par son collègue Hugo qui met quotidiennement des feuilles de digitale dans son thé.